# 屈莱特尔
屈莱特尔（法語：Culètre，法語發音：[kylɛtʁ]）是法国科多尔省的一个市镇，属于博讷区。

## 地理
屈莱特尔（47°8'50"N, 4°34'34"E）面积5.59 平方千米，位于法国勃艮第-弗朗什-孔泰大區科多尔省，该省份为法国中东部省份，北起奥布省，西接涅夫勒省和约讷省，南至索恩-卢瓦尔省，东南接汝拉省，东临上索恩省，东北部与上马恩省接壤。
与屈莱特尔接壤的市镇（或旧市镇、城区）包括：潘布朗、韦伊、欧克桑、屈西勒沙泰勒、富瓦西、隆日库尔-莱屈莱特尔。

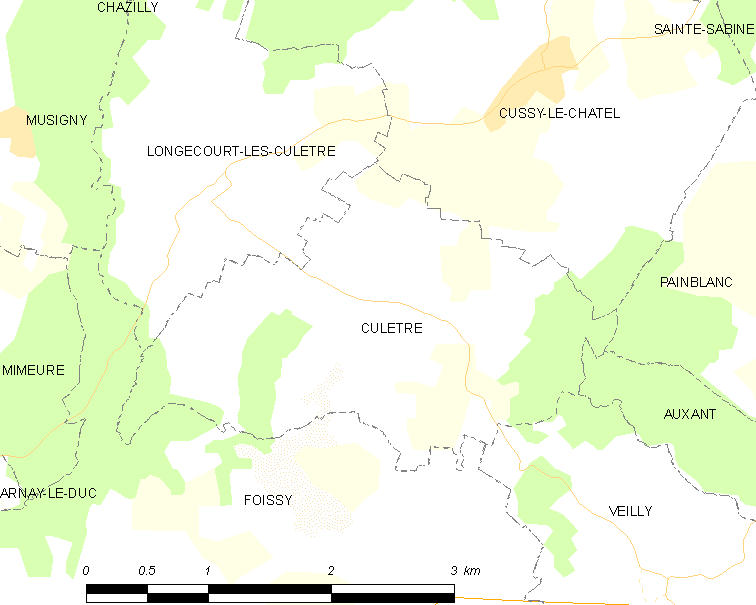
屈莱特尔的OSM定位图

屈莱特尔的时区为UTC+01:00、UTC+02:00（夏令时）。

## 行政
屈莱特尔的邮政编码为21230，INSEE市镇编码为21216。

## 政治
屈莱特尔所属的省级选区为阿尔奈勒迪克县。

## 人口

1962-2008年间屈莱特尔人口变化图示

屈莱特尔于2022年1月1日时的人口数量为101人。